# 948年
| 千纪： | 1千纪 |
| 世纪： | 9世纪 \| 10世纪 \| 11世纪 |
| 年代： | 910年代 \| 920年代 \| 930年代 \| 940年代 \| 950年代 \| 960年代 \| 970年代                                                                        |
| 年份： | 943年 \| 944年 \| 945年 \| 946年 \| 947年 \| 948年 \| 949年 \| 950年 \| 951年 \| 952年 \| 953年                                                  |
| 纪年： | 戊申年（猴年）；于阗同慶三十七年；辽天祿二年；南汉乾和六年；后蜀广政十一年；南唐保大六年；大理至治三年；后汉（吴越、荆南、马楚）祐元年；日本天曆二年 |

## 大事记
- 中国
  - 1月26日（十二月十三·癸巳），吴越福州戍将鲍修让袭杀威武军节度使李仁达。
  - 正月，劉知遠又改名為劉暠，同月病逝，遺命殺害已投降的杜重威；劉承祐继位为后汉皇帝。
  - 三月，河中（今山西永濟）李守貞、永興（今陝西西安）趙思綰及鳳翔（今陝西宝鸡市鳳翔区）王景崇相繼起兵反漢。
  - 錢弘倧被胡进思废，钱弘俶继位为吴越王。
  - 高保融继位为南平王。
  - 赵匡胤投奔郭威。
  - 南漢攻打馬楚，不久馬楚陷於內亂。

## 逝世
- 李仁达，五代十国军阀，945年－947年割据福州
- 刘知远，后汉开国皇帝（出生于895年，53岁）
- 杜重威，五代十國軍事人物
- 高从诲，南平王（出生于891年，57岁）